# 獄医立花登手控え
『獄医立花登手控え』（ごくいたちばなのぼるてびかえ）は、藤沢周平による日本の時代小説連作短編集シリーズ。「青年獄医立花登」（せいねんごくいたちばなのぼる）と題して『小説現代』1979年1月号から1983年2月号に連載、改題して講談社より1980年から1983年にかけて全4巻が刊行された。叔父を頼り東北の小藩から江戸へやってきて伝馬町牢屋敷にて獄医を務めることとなった若い医師が、囚人たちにまつわる事件を得意の柔術と推理で次々に解決していく姿を描く。
『立花登 青春手控え』（たちばなのぼる せいしゅんてびかえ）と題して1982年にNHK総合「水曜時代劇」にて中井貴一主演によりテレビドラマ化、『立花登青春手控え』（たちばなのぼるせいしゅんてびかえ）と題して2016年から2018年にNHK BSプレミアム「BS時代劇」にて溝端淳平主演によりリメイクされた。

## 作品リスト
春秋の檻 獄医立花登手控え
- 雨上がり（初出：『小説現代』1979年1月号）
- 善人長屋（初出：『小説現代』1979年3月号）
- 女牢（初出：『小説現代』1979年5月号）
- 返り花（初出：『小説現代』1979年7月号）
- 風の道（初出：『小説現代』1979年9月号）
- 落葉降る（初出：『小説現代』1979年11月号）
- 牢破り（初出：『小説現代』1980年1月号）

風雪の檻 獄医立花登手控え2
- 老賊（初出：『小説現代』1980年4月号）
- 幻の女（初出：『小説現代』1980年8月号）
- 押し込み（初出：『小説現代』1980年9月号）
- 化粧する女（初出：『小説現代』1980年10月号）
- 処刑の日（初出：『小説現代』1980年12月号）

愛憎の檻 獄医立花登手控え3
- 秋風の女（初出：『小説現代』1981年1月号）
- 白い骨（初出：『小説現代』1981年2月号）
- みな殺し（初出：『小説現代』1981年5月号）
- 片割れ（初出：『小説現代』1981年7月号）
- 奈落のおあき（初出：『小説現代』1981年9月号）
- 影法師（初出：『小説現代』1982年1月号）

人間の檻 獄医立花登手控え4
- 戻って来た罪（初出：『小説現代』1982年4月号）
- 見張り（初出：『小説現代』1982年6月号）
- 待ち伏せ（初出：『小説現代』1982年8月号）
- 影の男（初出：『小説現代』1982年10月号）
- 女の部屋（初出：『小説現代』1983年1月号）
- 別れゆく季節（初出：『小説現代』1983年2月号）

## あらすじ
東北の小藩出身の若い医師・立花登は、江戸で活躍するという叔父の医師・小牧玄庵に憧れて江戸へとやってくる。しかし、その叔父は実際には酒に溺れ妻の尻に敷かれた流行らない医者であり、居候した叔父の家では下男扱いで口やかましい叔母とその娘・ちえにこき使われ、さらに叔父が帰郷時に「幕府の御用にあずかる」と吹聴していた小伝馬町の獄医の仕事までも押し付けられることとなる。若き医師・登は、この獄医の仕事を通して出会う「訳あり」の囚人たちにまつわるさまざまな事件を、身につけた起倒流の柔術の妙技とあざやかな推理で次々に解決していく。

## 書誌情報

### 単行本
- 春秋の檻 獄医立花登手控え（1980年6月、講談社、ISBN 978-4061306837）
- 風雪の檻 獄医立花登手控え2（1981年3月、講談社、ISBN 978-4061307452）
- 愛憎の檻 獄医立花登手控え3（1982年3月、講談社、ISBN 978-4061308312）
- 人間の檻 獄医立花登手控え4（1983年4月、講談社、ISBN 978-4062004442）

### 文庫本

#### 講談社
- 春秋の檻 獄医立花登手控え(1)（1982年5月12日、講談社文庫、ISBN 978-4061317635）
- 風雪の檻 獄医立花登手控え(2)（1983年11月8日、講談社文庫、ISBN 978-4061831308）
- 愛憎の檻 獄医立花登手控え(3)（1984年11月7日、講談社文庫、ISBN 978-4061833869）
- 人間の檻 獄医立花登手控え(4)（1985年11月8日、講談社文庫、ISBN 978-4061836266）

新装版
- 新装版 春秋の檻 獄医立花登手控え(一)（2002年12月13日、講談社文庫、ISBN 978-4062735865）
- 新装版 風雪の檻 獄医立花登手控え(二)（2002年12月13日、講談社文庫、ISBN 978-4062735872）
- 新装版 愛憎の檻 獄医立花登手控え(三)（2002年12月13日、講談社文庫、ISBN 978-4062735889）
- 新装版 人間の檻 獄医立花登手控え(四)（2002年12月13日、講談社文庫、ISBN 978-4062735896）

#### 文藝春秋
- 春秋の檻 獄医立花登手控え(一)（2017年03月10日、文春文庫、ISBN 978-4-16-790812-6）
- 風雪の檻 獄医立花登手控え(二)（2017年03月10日、文春文庫、ISBN 978-4-16-790813-3）
- 愛憎の檻 獄医立花登手控え(三)（2017年04月10日、文春文庫、ISBN 978-4-16-790834-8）
- 人間の檻 獄医立花登手控え(四)（2017年04月10日、文春文庫、ISBN 978-4-16-790835-5）

### 電子書籍
- 獄医立花登手控え 全4冊合本版（2014年12月12日配信、講談社、ISBN 978-4064214771）

## 関連書籍
- 週刊藤沢周平の世界 12号 獄医立花登手控えシリーズ（2007年2月1日、朝日新聞出版）[4]

## テレビドラマ（1982年）
『立花登 青春手控え』（たちばなのぼる せいしゅんてびかえ）と題して、1982年4月14日から1982年9月29日までNHK総合テレビジョンで毎週水曜日20:00～20:50（JST）に放送された。全23話。主演を務めた中井貴一のテレビドラマデビュー作品である。
時代劇専門チャンネルにて2007年1月15日から2月14日まで、また2007年9月15日から10月27日まで再放送された。時代劇専門チャンネルにて2016年5月16日から6月15日まで、また6月28日から7月29日まで再放送された。

### スタッフ（1982年）
- 原作：藤沢周平『獄医立花登手控え』
- 脚本：福田善之、石松愛弘、神波史男、武末勝、大久保昌一良、丸山昇一、富田康明、奥田成二、市川靖、松島利昭、長田紀生、金子成人
- 演出：宮沢俊樹、加藤郁雄、佐藤幹夫、松橋隆、吉村文孝、若園昌己、竹内豊、田島照
- 音楽：坂田晃一

### キャスト（1982年）
- 中井貴一 - 立花登
- 宮崎美子 - 小牧ちえ
- 中原ひとみ - 小牧松江
- 高松英郎 - 小牧玄庵
- 篠田三郎 - 平塚源太郎
- 地井武男 - 藤吉
- ケーシー高峰 - 細木甚之助
- あご勇 - 阿伍
- 佐藤金造 - 金蔵
- 宮下順子 - 艶
- 山咲千里 - しん
- 塩沢とき - きよ
- 鹿取容子 - あき
- 宗近晴見 - 土橋桂順
- 神田正夫 - 万平
- 西山水木 - みき
- 関千恵子 - まつ
- 和田篤 - 語り

### サブタイトル
| 各話   | サブタイトル | 放映年月日    | 脚本                  | 演出     | ゲスト |
| ------ | ------------ | ------------- | --------------------- | -------- | --- |
| 第1話  | 雨上がり     | 1982年4月14日 | 福田善之              | 宮沢俊樹 | 名取裕子、高岡健二、鹿内孝、安田洋子、草薙良一 |
| 第2話  | 女牢         | 1982年4月21日 | 石松愛弘              | 加藤郁雄 | 池上季実子、沢たまき、河原崎次郎、松山照夫、服部妙子、吉原正皓、木瓜みらい、監物房子                                                                     |
| 第3話  | 返り花       | 1982年4月28日 | 神波史男              | 佐藤幹夫 | 藤真利子、中山仁、高原駿雄、三谷昇、沼田曜一、志方亜紀子、森章二、陶隆司、曽川留三子、磯村千花子、杉崎昭彦                                               |
| 第4話  | 善人長屋     | 1982年5月5日  | 武末勝                | 松橋隆   | 壇まゆみ、山谷初男、金井大、渡辺とく子、今井和子、森下哲夫、平野稔                                                                                       |
| 第5話  | 花一輪       | 1982年5月12日 | 大久保昌一良          | 宮沢俊樹 | 風吹ジュン、火野正平、待田京介、服部妙子、小田部通麿、野口元夫、荒瀬寛樹、成田次穂、三重街恒二、秋元めぐみ                                               |
| 第6話  | 牢破り       | 1982年5月19日 | 石松愛弘              | 加藤郁雄 | 土方弘、寄山弘、榎木兵衛、広田正光、大和撫子、赤木葉子                                                                                                   |
| 第7話  | 帰ってきた   | 1982年5月26日 | 丸山昇一              | 佐藤幹夫 | 高橋幸治、中村伸郎、波乃久里子、十貫寺梅軒、曽田繁美、河原さぶ                                                                                           |
| 第8話  | わかれ道     | 1982年6月2日  | 富田康明 奥田成二     | 宮沢俊樹 | 谷村昌彦、原康義、河西健司、賀田裕子 |
| 第9話  | 男の約束     | 1982年6月9日  | 市川靖                | 松橋隆   | 石橋正次、三浦リカ、斎藤洋介、上田忠好、江角英、益富信孝、加地健太郎、池田武志、大阪憲                                                                   |
| 第10話 | 遠方より来る | 1982年6月16日 | 富田康明 松島利昭     | 宮沢俊樹 | 入川保則、高桐真、山口美也子 |
| 第11話 | 武士の灯     | 1982年6月23日 | 丸山昇一              | 佐藤幹夫 | 遠藤征慈、あき竹城、早田文次、吉村奈見子、山本寛之 |
| 第12話 | 幻の女       | 1982年6月30日 | 大久保昌一良          | 加藤郁雄 | 東てる美、綿引勝彦、大谷朗、諸角憲一、田村元治 |
| 第13話 | 贈り物       | 1982年7月7日  | 長田紀生              | 松橋隆   | 日下武史、野川由美子、田武謙三、絵沢萌子、飯塚雅弓、藤木敬士、久保晶                                                                                     |
| 第14話 | 何処へ       | 1982年7月14日 | 大久保昌一良          | 吉村文孝 | 萩尾みどり、渡辺雅子、村野武範、早川勝也、福田豊土、千葉繁                                                                                               |
| 第15話 | 奈落の夕顔   | 1982年7月21日 | 長田紀生              | 宮沢俊樹 | 村井国夫、真行寺君枝、真田健一郎、増田順司、林佳子、翁家さん馬                                                                                           |
| 第16話 | ならず者     | 1982年7月28日 | 金子成人              | 若園昌己 | ジョニー大倉、紺野美沙子、菅野忠彦、木村有里、大口広司、坂田祥一朗                                                                                       |
| 第17話 | ちゃん       | 1982年8月4日  | 松島利昭              | 竹内豊   | 小林稔侍、赤座美代子、林泰文、大島宇三郎、柳谷寛、西村淳二、和沢昌治、逸見慶子、長尾豪二郎                                                               |
| 第18話 | あばよ       | 1982年8月18日 | 丸山昇一              | 松橋隆   | 山田辰夫、中村れい子、長塚京三、冨田浩太郎 |
| 第19話 | 哀しみの罠   | 1982年8月25日 | 石松愛弘              | 田島照   | 木村理恵、角野卓造、金田龍之介、武内文平、谷口香、中島元、穂高稔、戸沢佑介、多田幸男、西川多恵子                                                         |
| 第20話 | しぐれみち   | 1982年9月1日  | 福田善之 大久保昌一良 | 佐藤幹夫 | 辰巳柳太郎、峰岸徹、島村佳江、水島美奈子、内山森彦、北城真記子、松野真由子                                                                               |
| 第21話 | 影の中の女   | 1982年9月8日  | 長田紀生              | 吉村文孝 | 片桐夕子、新田昌玄、粟津號、平泉征、保科三良、姫ゆり子、内田直哉、陶隆司、信実一徳、安田洋子、岡田和子、服部多香子、本庄和子、秋田ひで子                 |
| 第22話 | めざめ       | 1982年9月22日 | 金子成人              | 松橋隆   | 冷泉公裕、織本順吉、樋浦勉、及川ヒロオ、山西道広、倉石一旺、三遊亭遊三、三遊亭遊吉、岸本功、桐原史雄、松田章、渡辺哲、桑原一人、今井耐介、風中臣、深沢猛 |
| 第23話 | 旅立ち       | 1982年9月29日 | 長田紀生              | 佐藤幹夫 | 金田賢一、牛原千恵、渥美国泰、趙方豪、五月晴子 |

### 関連商品（1982年）

#### DVD
- 立花登 青春手控え 選集 一（2006年11月24日発売、NHKエンタープライズ、NSDS-10429）
第1話「雨上がり」、第5話「花一輪」、第7話「帰ってきた」収録
- 立花登 青春手控え 選集 二（2006年11月24日発売、NHKエンタープライズ、NSDS-10430）
第10話「遠方より来る」、第11話「武士の灯」、第14話「何処へ」収録
- 立花登 青春手控え 選集 三（2006年11月24日発売、NHKエンタープライズ、NSDS-10431）
第15話「奈落の夕顔」、第16話「ならず者」、第18話「あばよ」収録
- 立花登 青春手控え 選集 四（2006年11月24日発売、NHKエンタープライズ、NSDS-10432）
第20話「しぐれみち」、第22話「めざめ」、第23話「旅立ち」収録
- 立花登 青春手控え 選集 DVD-BOX 全4枚セット（2006年11月24日発売、NHKエンタープライズ、NSDX-10433）

| NHK総合 水曜20時台 | NHK総合 水曜20時台 | NHK総合 水曜20時台 |
| 前番組             | 番組名             | 次番組             |
| ------------------ | ------------------ | ------------------ |
| なにわの源蔵事件帳 | 立花登 青春手控え  | 御宿かわせみ       |

## テレビドラマ（2016年）
『立花登青春手控え』（たちばなのぼるせいしゅんてびかえ）と題して、NHK BSプレミアム「BS時代劇」にて2016年5月13日から7月1日まで放送された。連続8回。
続編となる『立花登青春手控え2』（たちばなのぼるせいしゅんてびかえ2）が同枠にて2017年4月7日から5月26日まで放送された。連続8回。シリーズ最終章となる『立花登青春手控え3』（たちばなのぼるせいしゅんてびかえ3）が同枠にて2018年11月9日から12月21日まで放送された。連続7回。
『立花登青春手控えスペシャル』（たちばなのぼるせいしゅんてびかえスペシャル）が、NHK BSプレミアム「BS新春時代劇」にて2020年1月3日の19時30分から20時59分に放送。原作は藤沢周平の『闇の穴』より「閉ざされた口」。

### 企画・制作
34年前の中井貴一主演による同名作品のリメイクであり、主演の溝端淳平は本作にて本格時代劇ドラマ初出演にして初主演を務めた。前作に登の従妹・ちえ役で出演した宮崎美子が本作ではちえの母・松江役を演じた。また、前作に同心の平塚源太郎役で出演した篠田三郎が本作では語りを担当した。
撮影は松竹撮影所と東映京都撮影所の両方にて、松竹、東映の混成チームによるスタッフで行われた。松竹作品を東映京都撮影所で撮影するのは時代劇の歴史上初となった。

### キャスト（2016年）

#### 主要人物
- 立花登 - 溝端淳平
- 小牧玄庵 - 古谷一行
- 松江 - 宮崎美子
- ちえ - 平祐奈
- きよ - 鷲尾真知子
- 藤吉 - 石黒賢
- 直蔵 - 波岡一喜
- 平塚平志郎 - マキタスポーツ
- 土橋桂順 - 正名僕蔵
- なを - 音無美紀子（第1シリーズ）
- 新谷弥助 - 高畑裕太（第1シリーズ）
- 久坂道乃丞 - 渡辺佑太朗（第2、3シリーズ、スペシャル）[13]

#### その他
- 鴨井左仲 - 峰蘭太郎
- 園井 - 石志望
- おせん - 園英子
- おぬい - 星野美恵子（第1シリーズ）
- 万平 - みのすけ（第1、第2シリーズ）
- あき - 木下美咲（第1シリーズ、第2シリーズ 第1回）
- みき - 眞木めい（第1シリーズ、第2シリーズ 最終回）
- 仁兵衛 - 谷口高史（第2シリーズ）
- 水野徳次郎 - 山岸門人（第2、第3シリーズ）
- おあき - 樋井明日香（第3シリーズ、スペシャル）

#### ゲスト

##### 第1シリーズ
第1回「雨上がり」
- おみつ - 水崎綾女
- 勝蔵 - 瀬川亮
- 伊四郎 - 山中聡
- 市村半之丞 - 入江毅

第2回「善人長屋」
- 吉兵衛 - 河相我聞
- おみよ - 荒川ちか
- おもと - 山本裕子
- 清助 - 鷲生功
- 源六 - 荒谷清水
- 与五郎 - 野々村仁

第3回「女牢（おんなろう）」
- おしの - 前田亜季
- おたつ - 明星真由美
- お松 - 楠瀬アキ
- 時次郎 - 山根和馬
- 参吉 - 兼松若人
- 能登屋政右衛門 - 南條好輝

第4回「返り花」
- 登和 - マイコ
- 井崎勝之進 - 比留間由哲
- 松波佐十郎 - 梨本謙次郎
- 甚助 - 水澤紳吾
- 千加 - 柴田杏花
- 小沼庄五郎 - 伊庭剛

第5回「老賊」
- 捨蔵 - 寺田農
- 守宮の助五郎 - 温水洋一
- 長右衛門 - 六平直政
- おちか - 野村佑香
- とよ - ふせえり
- はな - 円城寺あや
- おさよ - 松田苺

第6回「風の道」
- おなか - 星野真里
- 鶴吉 - 林泰文
- 辰五郎 - 隈部洋平
- 為蔵 - 岡部たかし
- 村越 - 石田佳央

第7回「落葉降る」
- おしん - 大後寿々花
- 平助 - 徳井優
- お島 - 中島ひろ子
- おりき - 西原亜希
- 溝口孫蔵 - 松澤一之
- 清吉 - 山口翔悟
- 銀平 - 丸川敬之

最終回「牢（ろう）破り」
- 留八 - 神尾佑
- 多十 - 上杉祥三
- 金蔵 - 松本実
- 芳次郎 - 橋爪遼
- 新助 - 大髙雄一郎
- いの - 東山龍平
- 水野 - 池田勝志

##### 第2シリーズ
第1回「片割れ」
- 与吉 - 津田寛治
- 清次郎 - 木村祐一
- 長助 - 伊藤俊輔

第2回「幻の女」
- 巳之吉 - 忍成修吾
- おこま - 朝倉あき
- お松 - 山下裕子
- おちか - 西慶子
- おりく - 西村頼子
- 慶斎 - 鶴田忍
- きん - 久世星佳

第3回「化粧する女」
- 房五郎 - 岡田義徳
- おつぎ - 玄理
- 高瀬甚左衛門 - 小木茂光
- 百助 - 阿南健治
- 芳蔵 - 玉置玲央
- 小淵忠右衛門 - 大河内浩

第4回「押し込み」
- 源次 - 和田正人
- おしづ - 笛木優子
- 保次郎 - 姜暢雄
- おのぶ - 岡本夏美
- おてつ - 安藤輪子
- 三之助 - 龍坐
- 金平 - ラサール石井

第5回「みな殺し」
- 市次郎（むささびの七蔵） - 眞島秀和
- おとく - 我妻三輪子
- 芳平 - 六角慎司
- おさと - 大島蓉子
- おゆう - 宮本裕子
- 三之助 - 龍坐
- 辰五郎 - 河野洋一郎
- 丑松 - 三浦俊輔

第6回「見張り」
- おとし - 富田靖子
- 作次 - 黒田大輔
- 酉蔵 - 浅野和之

第7回「待ち伏せ」
- 馬六 - 田山涼成
- おかつ - 富山えり子
- 多田屋徳兵衛 - 内浦純一
- 伊八 - 金原泰成

最終回「処刑の日」
- 大津屋助右衛門 - 国広富之
- 加瀬作次郎 - 山田純大
- おゆき - 北浦愛
- おえん - 大路恵美
- 新七 - 田中幸太朗
- 久蔵 - 河西健司
- 添田半兵衛 - 石丸謙二郎
- 辻村清左衛門 - 浜田学
- 吉次 - 齊藤尊史
- お村 - 勇家寛子
- おつま - こばやしあきこ
- 女中 - 渋谷めぐみ

##### 第3シリーズ
第1回「奈落のおあき」
- 佐七 - 中島広稀（第2回）
- 嘉吉 - 水澤紳吾
- お豊 - 菜葉菜
- 伊勢蔵 - 深水元基

第2回「秋風の女」
- おきぬ - 黒川芽以
- 喜三郎 - 菅原永二
- およね - 宍戸美和公

第3回「白い骨」
- 辰平 - きたろう
- おむら - 渡辺梓
- 弥次郎 - 小林隆
- 忠助 - 兼松若人

第4回「影法師」
- 杉蔵 - 落合モトキ
- おちせ - 川添野愛
- 加賀屋伝助 - 渋谷天外
- 森田屋佐兵衛 - 坂本あきら
- おらく - 遠山景織子
- 伊勢志摩
- 花王おさむ

第5回「影の男」
- 喜八 - 松田悟志
- 甚助 - 小宮孝泰
- 房吉 - 仁科貴
- おつな - 宮地真緒（最終回）
- 奥野研次郎 - 岸田タツヤ

第6回「女の部屋」
- おむら - 中山忍
- 新助 - 篠田光亮
- 大黒屋吉兵衛 - 遠山俊也
- 槌屋彦三郎 - 飯田基祐

最終回「別れゆく季節」
- 兼吉 - 金井勇太
- 豊太 - ドロンズ石本（スペシャル）

##### スペシャル
- 千助 - 笠松将
- おすま - 西原亜希
- 清兵衛（小日向の文七）- 升毅
- 吉蔵 - 伊藤祐輝
- 英助 - 山中聡
- 弥太 - 兼松若人
- およう - 佐々木みゆ
- 八百屋の親爺 - 赤堀二英
- お杉 - 村岡希美

### スタッフ（2016年）
- 語り - 篠田三郎
- 原作 - 藤沢周平『春秋の檻』『風雪の檻』（第1シリーズ）『風雪の檻』『愛憎の檻』『人間の檻』（第2シリーズ）『愛憎の檻』『人間の檻』（第3シリーズ）
- 脚本 - 古田求、田村惠、小林政広
- 音楽 - 羽岡佳
- 制作統括 - 真鍋斎（NHKエンタープライズ）、原林麻奈（NHK）、原克子（松竹）
- 演出 - 山下智彦、服部大二、真鍋斎、前原康貴
- 制作 - NHKエンタープライズ
- 制作・著作 - NHK、松竹

### 放送日程
第1シリーズ
| 各話   | 放送日         | サブタイトル       | 原作                      | 脚本     | 演出     |
| ------ | -------------- | ------------------ | ------------------------- | -------- | -------- |
| 第1回  | 2016年05月13日 | 雨上がり           | 春秋の檻 獄医立花登手控え | 古田求   | 山下智彦 |
| 第2回  | 05月20日       | 善人長屋           | 春秋の檻 獄医立花登手控え | 田村惠   | 山下智彦 |
| 第3回  | 05月27日       | 女牢（おんなろう） | 春秋の檻 獄医立花登手控え | 古田求   | 服部大二 |
| 第4回  | 06月03日       | 返り花             | 春秋の檻 獄医立花登手控え | 古田求   | 服部大二 |
| 第5回  | 06月10日       | 老賊               | 風雪の檻 獄医立花登手控え | 小林政広 | 真鍋斎   |
| 第6回  | 06月17日       | 風の道             | 春秋の檻 獄医立花登手控え | 田村惠   | 真鍋斎   |
| 第7回  | 06月24日       | 落葉降る           | 春秋の檻 獄医立花登手控え | 古田求   | 前原康貴 |
| 最終回 | 07月01日       | 牢（ろう）破り     | 春秋の檻 獄医立花登手控え | 古田求   | 山下智彦 |

第2シリーズ
| 各話   | 放送日         | サブタイトル | 原作                      | 脚本     | 演出     |
| ------ | -------------- | ------------ | ------------------------- | -------- | -------- |
| 第1回  | 2017年04月07日 | 片割れ       | 愛憎の檻 獄医立花登手控え | 古田求   | 山下智彦 |
| 第2回  | 04月14日       | 幻の女       | 風雪の檻 獄医立花登手控え | 古田求   | 服部大二 |
| 第3回  | 04月21日       | 化粧する女   | 風雪の檻 獄医立花登手控え | 小林政広 | 服部大二 |
| 第4回  | 04月28日       | 押し込み     | 風雪の檻 獄医立花登手控え | 田村惠   | 山下智彦 |
| 第5回  | 05月05日       | みな殺し     | 愛憎の檻 獄医立花登手控え | 田村惠   | 山下智彦 |
| 第6回  | 05月12日       | 見張り       | 人間の檻 獄医立花登手控え | 古田求   | 前原康貴 |
| 第7回  | 05月19日       | 待ち伏せ     | 人間の檻 獄医立花登手控え | 小林政広 | 服部大二 |
| 最終回 | 05月26日       | 処刑の日     | 風雪の檻 獄医立花登手控え | 古田求   | 山下智彦 |

第3シリーズ
| 各話   | 放送日         | サブタイトル | 原作                      | 脚本     | 演出     |
| ------ | -------------- | ------------ | ------------------------- | -------- | -------- |
| 第1回  | 2018年11月09日 | 奈落のおあき | 愛憎の檻 獄医立花登手控え | 古田求   | 山下智彦 |
| 第2回  | 11月16日       | 秋風の女     | 愛憎の檻 獄医立花登手控え | 古田求   | 服部大二 |
| 第3回  | 11月23日       | 白い骨       | 愛憎の檻 獄医立花登手控え | 小林政広 | 服部大二 |
| 第4回  | 11月30日       | 影法師       | 愛憎の檻 獄医立花登手控え | 田村恵   | 前原康貴 |
| 第5回  | 12月07日       | 影の男       | 人間の檻 獄医立花登手控え | 古田求   | 前原康貴 |
| 第6回  | 12月14日       | 女の部屋     | 人間の檻 獄医立花登手控え | 小林政広 | 山下智彦 |
| 最終回 | 12月21日       | 別れゆく季節 | 人間の檻 獄医立花登手控え | 古田求   | 山下智彦 |

スペシャル
| 放送日         | 原作                           | 脚本   | 演出     |
| -------------- | ------------------------------ | ------ | -------- |
| 2020年01月03日 | 「闇の穴」より「閉ざされた口」 | 古田求 | 山下智彦 |

### 関連商品（2016年）

#### CD
- 羽岡佳 NHK BS時代劇「立花登青春手控え」オリジナルサウンドトラック（2016年6月29日発売、クリーク）

| NHK BSプレミアム BS時代劇                            | NHK BSプレミアム BS時代劇                      | NHK BSプレミアム BS時代劇                           |
| 前番組                                               | 番組名                                         | 次番組                                              |
| ---------------------------------------------------- | ---------------------------------------------- | --------------------------------------------------- |
| 最後の忠臣蔵（アンコール） （2016年4月1日 - 5月6日） | 立花登青春手控え （2016年5月13日 - 7月1日）    | 伝七捕物帳 （2016年7月15日 - 9月9日）               |
| 五瓣の椿（アンコール） （2017年3月3日 - 3月31日）    | 立花登青春手控え2 （2017年4月7日 - 5月26日）   | 伝七捕物帳（アンコール） （2017年6月2日 - 7月28日） |
| 雲霧仁左衛門4 （2018年9月7日 - 10月20日）            | 立花登青春手控え3 （2018年11月9日 - 12月21日） | 小吉の女房 （2019年1月11日 - 3月1日）               |